# Митю Митев
Митю Недялков Митев е народен творец, краевед и събирач на местни предания и легенди от Тревненския балкан. и по-точно в района на прохода Хаинбоаз.

## Биография
Митю Митев е роден на 1 ноември 1932 г. в Цепераните, Дряновско. Успял е да събере множество разкази и предания от още живите свидетели на турското робство и Освобождението. В своеобразния си стил на народен разказвач, с което се славел и приживе, той описва историите такива, каквито са били, такива, каквито са ги знаели самите жители на тези изстинали огнища на българщината.
На девет години остава без баща. Преди това баща му работи като делач на траверси (горски работник). Малкият Митю завършва трети прогимназиален клас (дн. осми клас) в училището, намиращо се в Райковци. На петнадесет годишна възраст се разболява от ставен ревматизъм и става негоден за физическа работа. От 1949 г. постъпва на работа в Райковската община, като търговски закупчик и събирач на данъци. Така започва неговото обхождане на все още населените тогава махали и колиби на Стара планина. С гъдулка под ръка, той ходи от село на село и между работата си по събиране на таксите за общината пее, свири, събира и разказва истории на хората в този край. Често замръква където го настигне нощта, храни се и преспива у различни местни селяни. А когато се организирали вечеринки и други прояви в местното читалище, той бил неизменен участник.
И така, предвид това, че тези селца се намират в непристъпната, по времето на робството, част от балкана, така наречената Дишколска община, песните и преданията изобилствали от епични истории за хайдути, комити и техните страшни истории, описани от Митю Митев. Това е само една незначителна част от всички достоверни и не толкова достоверни истории, които Митев старателно записал приживе.
През 1954 г. Митю Недялков отново е покосен от болестта. Това го кара да напусне работа, но не и да спре краеведската си и артистична работа. Свиренето и пеенето в местното читалище, по сборове и седянки продължава. Събирането и записването на историите той осъществява до средата на 80-те години на XX век, когато те вече са пълни и редактирани от него, но не срещат отклик у тогавашните писателски и научни среди. Преписани на стара пишеща машина, те обикалят бюрата на множество научни работници и писатели, но му е отказано да бъдат отпечатани. Така той умира, в началото на 90-те години, без неговата дейност да бъде издадена или запазена по какъвто и да било начин.
Всички ръкописи остават в ръцете на старата баба Цана – негова майка, която успява да ги даде на издателя Пламен Пенчев. Той, заедно с редактора Георги Бонев Георгиев издават книгата „Цеперанските хайдути“ – заглавието на записките е дадено от самия Митю Митев. Придържайки се към оригиналните ръкописи, те успяват да предадат тези ценни разкази на бъдните поколения, както е била волята на Митю Н. Митев – „За да се знае и помни!“.

## Издания
Митев Н., Митю. „Цеперанските хайдути“.   Стара Загора, Изд-во „Аскент – Пламен Пенчев“, 2004 г. ISBN 954-91594-1-2
Книгата „Цеперанските хайдути“ добива значителна популярност в средите на „любителите“ на старини до такава степен, че вече е трудно да бъде открита и закупена. „Явно тя е като настолно четиво за иманярите“.

## Изследвания с посочен източник „Цеперанските хайдути“
- Петкова, Миглена. Балканът и неговите тайни (локалната памет на балканджиите в разкази, предания и легенди). Годишник на историческия факултет на Великотърновския университет „Св. Св. Кирил и Методий“, Година III (XXXV), 2019. Изследвания в чест на 65-годишнината на професор доктор Мария Иванова. Университетско издателство „Св. Св. Кирил и Методий“, 2022. ISBN 2603-3534
- Geni.com. Богдан войвода Цеперански. (Богдан Станчев Стойчев), биография. 30 август 2021 г.
- Silversparkbooks.blogspot.com. Белновръшки войводи, пътепис. 2017 г.
- Община Велико Търново. Село Райковци Архив на оригинала от 2022-02-23 в Wayback Machine.. Историческа справка.
- Великденско изкачване на Белновръх – махали Сеймени и Цеперани, пътепис. 2016 г.
- Пътеводител „17 туристически маршрута в община Велико Търново“.  Туристическо дружество „Трапезица – 1902“. с 83, 2014 г,